# Pernik
Pernik (bolgarsko Перник) je glavno mesto oblasti Pernik v zahodni Bolgariji. Nekaj časa (1949-62) se je imenoval tudi Dimitrovo po Georgiju Dimitrovu, ki se je rodil v Kovačevcih blizu Pernika.
Leta 2011 je mesto imelo 77.879 prebivalcev.